# Porfirij Podobed
Porfirij Artem'evič Podobed (16 ottobre 1886 – 9 novembre 1965) è stato un attore e regista sovietico.

## Filmografia parziale

### Attore
- Le straordinarie avventure di Mr. West nel paese dei bolscevichi (1924)
- Il raggio della morte (1925)
- Secondo la legge (1926)

### Regista
- Marionetki, co-regia con Jakov Aleksandrovič Protazanov (1933)